# Ситозуб
Ситозуб (Coscinodon) — рід мохів родини Гриммієвих (Grimmiaceae).
Рід має майже космополітичне поширення (Європа, Північна й Південна Америка, Азія, Нова Зеландія, антарктичне узбережжя).
Види:
- Coscinodon aciphyllus (Wahlenb.) Brid.
- Coscinodon arctolimnius Steere, 1977